# Општина Речи (Ковасна)
Речи (рум. Reci) општина је у Румунији у округу Ковасна.
Oпштина се налази на надморској висини од 536 m.